# Louis Bielle-Biarrey
Louis Bielle-Biarrey (* 19. Juni 2003 in La Tronche (Département Isère)) ist ein französischer Rugby-Union-Spieler. Er spielt auf den Positionen des Schlussmannes und des Außendreiviertels für den französischen Verein Union Bordeaux Bègles und die französische Nationalmannschaft.

## Biografie

### Jugend

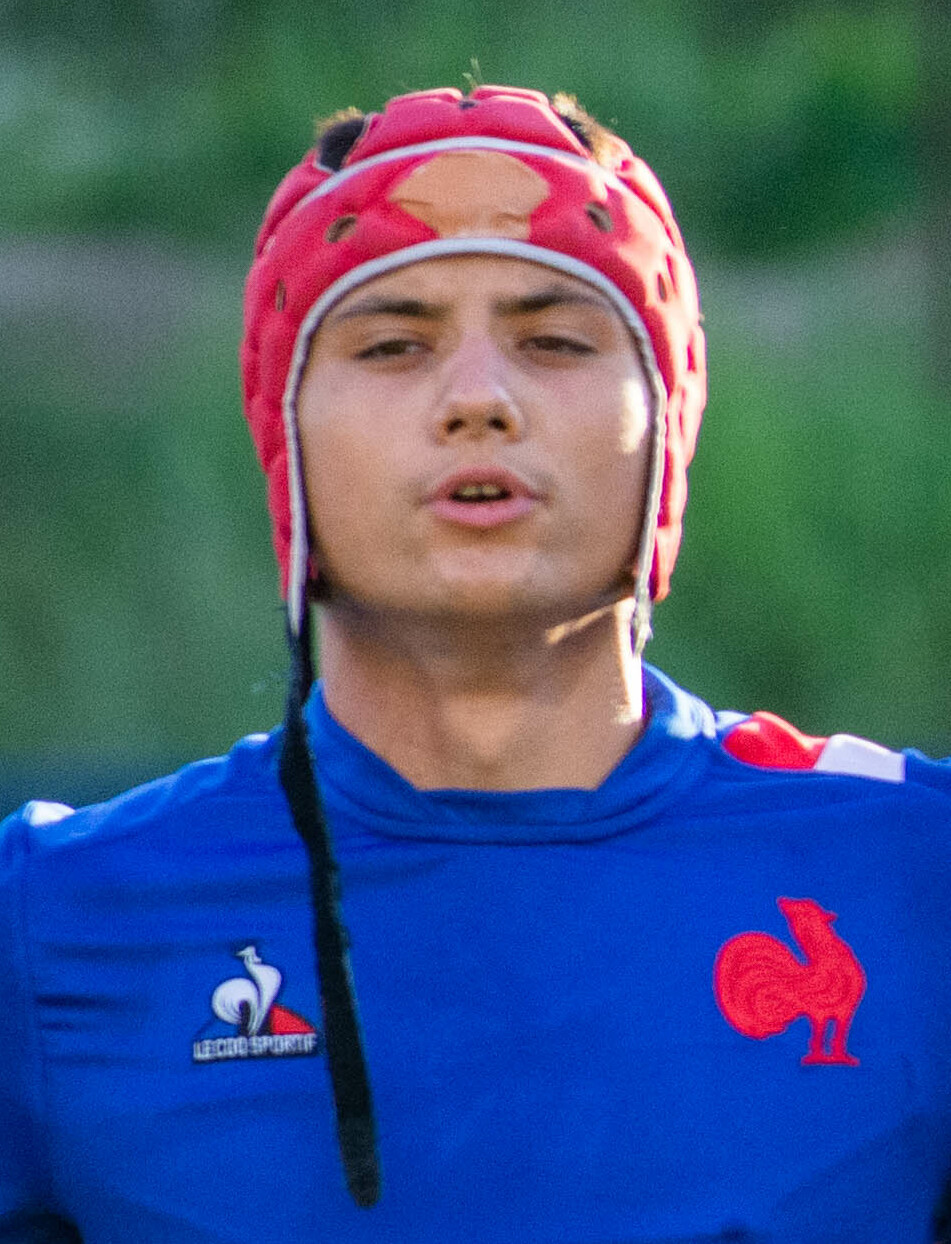
Louis Bielle-Biarrey spielt seitdem er sieben ist mit einer roten Scrum Cap.

Louis Bielle-Biarrey wurde in La Tronche im Département Isère geboren. Seine Familie mütterlicherseits stammt aus la Réunion während sein Vater aus Toulouse kommt. Seine Eltern zogen nach Grenoble, um dort als Ingenieure zu arbeiten, während sein Vater außerdem ehrenamtlich an der Rugby Schule in Seyssins tätig war.
Louis Bielle-Biarrey begann 2008 im Alter von 5 Jahren in Seyssins, einer Stadt bei Grenoble mit dem Rugby spielen, bevor er mit 13 in die Jugendabteilung des FC Grenoble wechselte. Dort spezialisierte er sich auch auf die Positionen des Schlussmannes und des Außendreiviertels.
Im Sommer 2021, kurz nach seinem Schulabschluss, wurde er in der Kader der französischen U20-Nationalmannschaft berufen, um sich auf das U20 Six Nations Turnier vorzubereiten. Sein Debüt gab er am dritten Spieltag gegen Italien. Er wurde an der folgenden zwei Spieltagen erneut eingesetzt und konnte gegen Irland einen Versuch erzielen.
Daraufhin unterschrieb er im Alter von 18 Jahren einen zwei Jahres Vertrag beim Erstligisten Union Bordeaux Bègles ab der Saison 2021/22.

### Vereinskarriere bei Union Bordeaux Bègles (seit 2022)
Sein Profidebüt in der Top 14 gab Bielle-Biarrey im Januar 2022 gegen den CA Brive. Am 16. Januar 2022 erzielte er bei seinem ersten Spiel von Beginn an einen Hattrick. Kurz darauf wurde er bei einem Spiel des European Rugby Champions Cup gegen die walisischen Scarlets zum Man of the Match gewählt. Er spielte noch acht weiter Spiele in der Top 14, in denen er vier Versuche legte und insgesamt 22 Punkte erzielte.
In der Saison 2022/23 etablierte er sich von Beginn an als Stammspieler. Im Januar 2023 wurde er erstmals vom französischen Nationaltrainer Fabien Galthié in die Französische Nationalmannschaft berufen, um sich auf das Six-Nations-Turnier 2023 vorzubereiten. Da er in den ersten Spielen nicht zum Einsatz kam, kehrte er zur U20-Auswahl seines Landes zurück, um dort die parallel laufenden U20 Six Nations 2023 zu spielen. Er startete die verbliebenen Spiele und erzielte im letzten Spiel des Turniers zwei Versuche.
Am Ende der Saison 2022/23 gewann er bei den Oscars du Midi olympique, einer der wichtigsten Preisverleihungen des französischen Rugbys, die Auszeichnung des „besten jungen französischen Spielers“.

### Karriere bei der Nationalmannschaft (seit 2023)
Im Juni 2023 wurde Bielle-Biarrey in den Kadar der Französischen Nationalmannschaft berufen, um sich auf die Rugby-Union-Weltmeisterschaft 2023 vorzubereiten. Sein Debüt gab er am 5. August 2023 in einem Vorbereitungsspiel gegen Schottland, bei dem er auch seinen ersten Versuch erzielte. Seinen ersten Start bei der Weltmeisterschaft bekam er im zweiten Gruppenspiel gegen Uruguay. Er erzielte in den vier Spielen, die er bei der Weltmeisterschaft spielte insgesamt vier Versuche.
Seitdem konnte sich Bielle-Biarrey als Stammspieler in der Nationalmannschaft etablieren. Er spielte bei den Six Nations 2024 vier der fünf Spiele und erzielte gegen Schottland einen Versuch.
Bei den Six Nations 2025, die Frankreich gewann, erzielte er acht Versuche und brach damit den Rekord des Iren Jacob Stockdale, der 2018 sieben Versuche erzielt hatte (seit 2000). Auf die gesamte Geschichte des Turniers betrachtete, ist Bielle-Biarrey nun gemeinsam mit Cyril Nelson Lowe (England, 1914) und Ian Smith (Schottland, 1925) Rekordhalter für die meisten Versuche in einer einzigen Turnierausgabe. Daraufhin wurde er als bester Spieler des Turniers ausgezeichnet.

## Statistiken
| Spiele mit der Französischen Nationalmannschaft |                                    |        |      |          |
| Jahr                                            | Wettbewerb                         | Spiele | Pkt. | Versuche |
| 2023                                            | Test match                         | 3      | 5    | 1        |
| 2023                                            | Rugby-Union-Weltmeisterschaft 2023 | 4      | 20   | 4        |
| 2024                                            | Autumn Internationals              | 3      | 20   | 4        |
| 2024                                            | Six Nations                        | 4      | 5    | 1        |
| 2025                                            | Six Nations                        | 5      | 40   | 8        |
| Gesamt                                          | Gesamt                             | 19     | 90   | 18       |

Mit Stand 15. März 2025 spielte er 19 Mal für die Französische Nationalmannschaft und erzielte dabei 18 Versuche.
| Nummer | Datum              | Ort                                    | Gegner      | Wettbewerb                         | Resultat   | Ergebnis |
| 1      | 5. August 2023     | Murrayfield Stadium, Edinburgh         | Schottland  | Test match                         | Niederlage | 25-21    |
| 2      | 14. September 2023 | Stade Pierre-Mauroy, Villeneuve-d'Ascq | Uruguay     | Rugby-Union-Weltmeisterschaft 2023 | Sieg       | 27-12    |
| 3      | 21. September 2023 | Stade Vélodrome, Marseille             | Namibia     | Rugby-Union-Weltmeisterschaft 2023 | Sieg       | 96-0     |
| 4      | 21. September 2023 | Stade Vélodrome, Marseille             | Namibia     | Rugby-Union-Weltmeisterschaft 2023 | Sieg       | 96-0     |
| 5      | 6. Oktober 2023    | Groupama Stadium, Lyon                 | Italien     | Rugby-Union-Weltmeisterschaft 2023 | Sieg       | 60-7     |
| 6      | 10. Februar 2024   | Murrayfield Stadium, Edinburgh         | Schottland  | Six Nations 2024                   | Sieg       | 16-20    |
| 7      | 9. November 2024   | Stade de France, Saint-Denis           | Japan       | Autumn Internationals              | Sieg       | 52-12    |
| 8      | 9. November 2024   | Stade de France, Saint-Denis           | Japan       | Autumn Internationals              | Sieg       | 52-12    |
| 9      | 16. November 2024  | Stade de France, Saint-Denis           | Neuseeland  | Autumn Internationals              | Sieg       | 30-29    |
| 10     | 22. November 2024  | Stade de France, Saint-Denis           | Argentinien | Autumn Internationals              | Sieg       | 37-23    |
| 11     | 31. Januar 2025    | Stade de France, Saint-Denis           | Wales       | Six Nations 2025                   | Sieg       | 43-0     |
| 12     | 31. Januar 2025    | Stade de France, Saint-Denis           | Wales       | Six Nations 2025                   | Sieg       | 43-0     |
| 13     | 8. Februar 2025    | Twickenham Stadium, London             | England     | Six Nations 2025                   | Niederlage | 26-25    |
| 14     | 8. Februar 2025    | Twickenham Stadium, London             | England     | Six Nations 2025                   | Niederlage | 26-25    |
| 15     | 23. Februar 2025   | Olympiastadion Rom                     | Italien     | Six Nations 2025                   | Sieg       | 73-24    |
| 16     | 8. März 2025       | Aviva Stadium                          | Irland      | Six Nations 2025                   | Sieg       | 42-27    |
|        | 8. März 2025       | Aviva Stadium                          | Irland      | Six Nations 2025                   | Sieg       | 42-27    |
| 17     | 15. März 2025      | Stade de France                        | Schottlandt | Six Nations 2025                   | Sieg       | 35-16    |

## Erfolge

### Mit dem Club
- Im Finale der Französische Rugby-Union-Meisterschaft 2023/24 mit Union Bordeaux Bègles
- Gewinner des European Rugby Champions Cup 2024/25 mit Union Bordeaux Bègles

### Mit der Nationalmannschaft
- Sieger Six Nations 2025

### Persönliche Erfolge
- Oscars du Midi olympique :  Oscar als bester Nachwuchsspieler 2023
- „Leading Try Scorer“ Champions Cup 2024 (6 Versuche)[21]
- „Leading Try Scorer“ Six Nations 2025 (8 Versuche)
- bester Spieler: Six Nations 2025